# Kupa e Shqipërisë 2015-2016
La Kupa e Shqipërisë 2015-2016 è stata la 64ª edizione della coppa nazionale albanese. Il torneo è cominciato il 27 agosto 2015 e terminato il 22 maggio 2016. Ad aggiudicarsi il trofeo è stato, per la prima volta nella sua storia, il Kukësi.

## Formula
La competizione si è svolta in turni ad eliminazione diretta con partite di andata e ritorno tranne il turno preliminare che si gioca in partita unica.
La squadra vincitrice si qualifica alla UEFA Europa League 2016-2017.

## Turno preliminare
| 27 agosto 2015   |       |                |
| Naftetari Kucove | 3 – 0 | Turbina Cërrik |
| Tomori           | 3 – 0 | Sukhti         |

## Primo turno
| Squadra 1                             | Totale        | Squadra 2         | Andata | Ritorno |
| ------------------------------------- | ------------- | ----------------- | ------ | ------- |
| 6 settembre 2015 / 9 settembre 2015   |               |                   |        |         |
| Tomori                                | 0 - 5         | Skënderbeu        | 0 - 3  | 0 - 2   |
| 16 settembre 2015 / 29 settembre 2015 |               |                   |        |         |
| Korabi                                | 2 - 5         | Partizani Tirana  | 0 - 5  | 2 - 0   |
| Erzeni                                | 0 - 3         | Tirana            | 0 - 1  | 0 - 2   |
| 16 settembre 2015 / 30 settembre 2015 |               |                   |        |         |
| Besa Kavajë                           | 2 - 4         | Laçi              | 1 - 3  | 1 - 1   |
| Pogradeci                             | 1 - 5         | Vllaznia          | 1 - 1  | 0 - 4   |
| Shkumbini                             | 2 - 3         | Apolonia Fier     | 2 - 2  | 0 - 1   |
| Dinamo Tirana                         | 0 - 7         | Bylis Ballsh      | 0 - 1  | 0 - 6   |
| Luftëtari                             | 0 - 4         | Lushnja           | 0 - 1  | 0 - 3   |
| Sopoti                                | 5 - 2         | Butrinti          | 5 - 0  | 0 - 2   |
| Naftetari Kucove                      | 4 - 5         | Kukësi            | 3 - 1  | 1 - 4   |
| Oriku                                 | 3 - 5         | Flamurtari Valona | 1 - 2  | 2 - 3   |
| Ada                                   | 2 - 11        | Teuta             | 1 - 5  | 1 - 6   |
| Kamza                                 | 5 - 3         | Elbasani          | 4 - 2  | 1 - 1   |
| Burreli                               | 0 - 2         | Tërbuni Pukë      | 0 - 0  | 0 - 2   |
| Kastrioti                             | 2 - 2(g.f.c.) | Besëlidhja        | 1 - 0  | 1 - 2   |
| Iliria                                | 3 - 0         | Adriatiku         | 1 - 0  | 2 - 0   |

## Secondo turno
| Squadra 1                          | Totale | Squadra 2        | Andata | Ritorno |
| ---------------------------------- | ------ | ---------------- | ------ | ------- |
| 12 ottobre 2015 / 15 novembre 2015 |        |                  |        |         |
| Sopoti                             | 1 - 3  | Skënderbeu       | 1 - 1  | 0 - 2   |
| 21 ottobre 2015 / 4 novembre 2015  |        |                  |        |         |
| Lushnja                            | 1 - 6  | Partizani Tirana | 1 - 3  | 0 - 3   |
| Laçi                               | 3 - 2  | Bylis Ballsh     | 0 - 0  | 3 - 2   |
| Kukësi                             | 8 - 1  | Iliria           | 5 - 0  | 3 - 1   |
| Tirana                             | 7 - 2  | Kastrioti        | 5 - 1  | 2 - 1   |
| Flamurtari Valona                  | 6 - 0  | Tërbuni Pukë     | 1 - 0  | 5 - 0   |
| Teuta                              | 4 - 0  | Kamza            | 1 - 0  | 3 - 0   |
| Vllaznia                           | 2 - 1  | Apolonia Fier    | 0 - 0  | 2 - 1   |

## Quarti di Finale
| Squadra 1                          | Totale        | Squadra 2        | Andata | Ritorno |
| ---------------------------------- | ------------- | ---------------- | ------ | ------- |
| 23 gennaio 2016 / 17 febbraio 2016 |               |                  |        |         |
| Vllaznia                           | 1 - 2         | Skënderbeu       | 0 - 0  | 1 - 2   |
| Laçi                               | 2 - 1         | Partizani Tirana | 2 - 0  | 0 - 1   |
| Flamurtari Valona                  | 2 - 2(g.f.c.) | Tirana           | 0 - 1  | 2 - 1   |
| Teuta                              | 1 - 2         | Kukësi           | 1 - 0  | 0 - 2   |

## Semifinali
| Squadra 1                      | Totale        | Squadra 2  | Andata | Ritorno |
| ------------------------------ | ------------- | ---------- | ------ | ------- |
| 6 aprile 2016 / 20 aprile 2016 |               |            |        |         |
| Laçi                           | 2 - 2(g.f.c.) | Skënderbeu | 1 - 0  | 1 - 2   |
| Flamurtari Valona              | 0 - 4         | Kukësi     | 0 - 2  | 0 - 2   |

## Finale
| Arbitro: | Marco Guida |

|             |                      |              |
| Carioca 65’ | Marcatori            | 90+4’ Mitraj |
|             | Tiri di rigore 5 – 3 |              |